# Giorgio Acropolita
Georgio Acropolita o Acropolite (in greco bizantino: Γεώργιος ὁ Ἀκροπολίτης; Costantinopoli, 1217 o 1220 – 1282) è stato uno storico e politico bizantino.

## Biografia
A 16 anni venne mandato dal padre, il logoteta Costantino Acropolita il vecchio, alla corte di Giovanni III Vatatze, imperatore di Nicea, dove Giorgio continuò gli studi sotto gli insegnamenti di Teodoro Esapterigo e Niceforo Blemmida. L'Imperatore in seguito gli affidò importanti missioni di stato, come fecero anche i suoi successori (Teodoro II Lascaris e Michele VIII Paleologo). La carica di Grande Logoteta, o cancelliere, gli venne conferita nel 1244.
Fu comandante dell'esercito nel 1257 contro Michele II, despota dell'Epiro, mostrando scarsa abilità militare. Venne catturato e tenuto per due anni in prigionia, venendo poi liberato grazie a Michele Paleologo. Nel frattempo, Michele Paleologo venne proclamato imperatore di Nicea, e riuscì a espellere in seguito i Latini da Costantinopoli, diventando imperatore dell'intero oriente; e da quel momento Giorgio diviene noto nella storia dell'Impero d'Oriente come uno dei suoi più grandi diplomatici. Dopo essere stato rimosso dall'incarico di ambasciatore alla corte di Costantino, re dei Bulgari, si ritirò per alcuni anni dagli affari di stato, e si dedicò all'istruzione dei giovani.
Ma gli venne presto affidato un importante incarico diplomatico. Infatti Michele, temendo che avvenisse una nuova invasione Latina, propose a papa Clemente IV di riunificare le Chiese Greca e Latina; e le negoziazioni avviatesi che vennero portate avanti durante il regno di cinque papi, Clemente IV, Gregorio X, Giovanni XXI, Nicola III e Martino IV, e il buon esito di queste era dovuto soprattutto alle ottime abilità diplomatiche di Giorgio.
Nel 1273 Giorgio venne inviato a Roma per negoziare con papa Gregorio X e nel 1274, al Secondo Concilio di Lione, venne confermato da un giuramento in nome dell'Imperatore che quella confessione di fede che era stata precedentemente mandata a Costantinopoli dal papa sarebbe stata adottata dai Greci. La riunione delle due chiese venne poi rotta, ma non per un errore di Giorgio. Nel 1282 Giorgio venne di nuovo inviato in Bulgaria, e subito dopo il suo ritorno in patria morì, nello stesso anno.

## Opere
L'opera storica di Giorgio Acropolita, gli Annales, abbraccia il periodo dalla caduta di Costantinopoli durante la Quarta crociata a opera dei Latini (1204) alla sua riconquista a opera di Michele Paleologo (1261), continuando quindi l'opera di Niceta Coniata. Il fatto che fu Grande Logoteta, comandante dell'esercito e ambasciatore gli fornì frequenti opportunità di osservare in prima persona il corso degli eventi.
Le sue opere sono facilmente comprensibili, sebbene mostri una speciale mancanza di cura nella costruzione delle frasi. Il suo stile è arcaizzante ma lucido. Scrisse anche alcune opere più brevi, come un'orazione funeraria dedicata a Giovanni Vatatze, un epitaffio dedicato alla moglie di Giovanni Irene Lascarina e un panegirico di Teodoro II Lascaris di Nicea. Durante la sua prigionia in Epiro scrisse due trattati sullo Spirito Santo.